# افتادن (ترانه هری استایلز)
«سقوط» (انگلیسی: Falling) تک‌آهنگی از خواننده و ترانه‌سرای بریتانیایی هری استایلز است. این تک‌آهنگ در آلبوم خط باریک قرار داشت و توسط کلمبیا رکوردز منتشر شد.